# Club de Futbol Cardona
El Club de Futbol Cardona és un club de futbol que es fundà a Cardona l'any 1916. Fins a l'any 1935 disputà els partits al camp de cal Sanmartí i des d'aleshores juga al camp municipal de Cardona. L'any 2017 es va instal·lar gespa artificial al camp de Cardona. Durant dues tempodares va ser a la Divisió de Preferent.

## Història[calcitació]
A començaments del segle xx, s'inicia la pràctica del futbol a Cardona. Sembla que el primer club esportiu es fundà l'any 1916. El primer camp de futbol estigué situat sobre La Plantada: fou el de cal Sanmartí. Durant els anys 20 s'esplanà el camp de futbol actual. L'any 1934, l'Ajuntament recolzà per primera vegada econòmicament amb 200 pessetes el C.F. Cardona. Un any després, el camp fou inaugurat oficialment en un partit de Festa Major jugat contra el CF Molins de Rei.
L'època de màxima esplendor del club va ser durant les temporades 1979-80 i 1980-81 en que es trobava a la Divisió de Preferent, tot un luxe per un club de poble que en aquells moments va arribar a ser el millor equip de la comarca, fins i tot per damunt del C.E. Manresa.

## Els últims presidents[calcitació]
| Nom                          |
| ---------------------------- |
| Cinto Vinyas.                |
| Emiliano Ruíz "El andorrano" |
| Pepe Haro                    |
| P. Ruíz                      |
| Francisco Villegas           |
| Jaume Rovira                 |
| José Antonio Rufete          |
| Lluís Barons Meroño          |
| Joan Tomàs                   |
| Vicenç González              |